# Праотец Чех

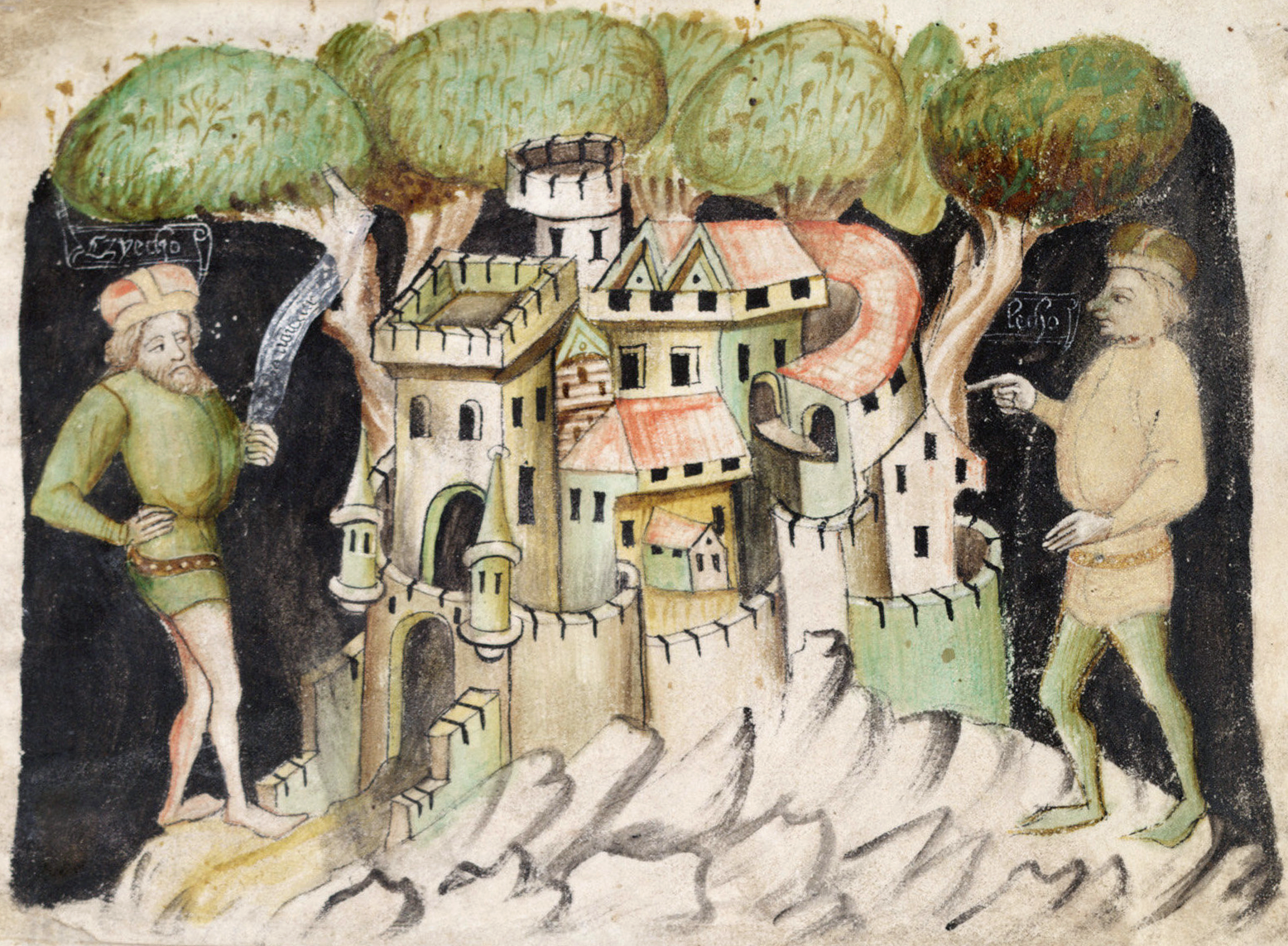
Изображение легендарных Чеха и Леха на фоне Пражского Града, вклеенное в Будишинский список Чешской хроники в конце XIV века. Чешская Хроника дала начало легенде о трёх славянских братьях, впервые явив образ праотца Чеха.

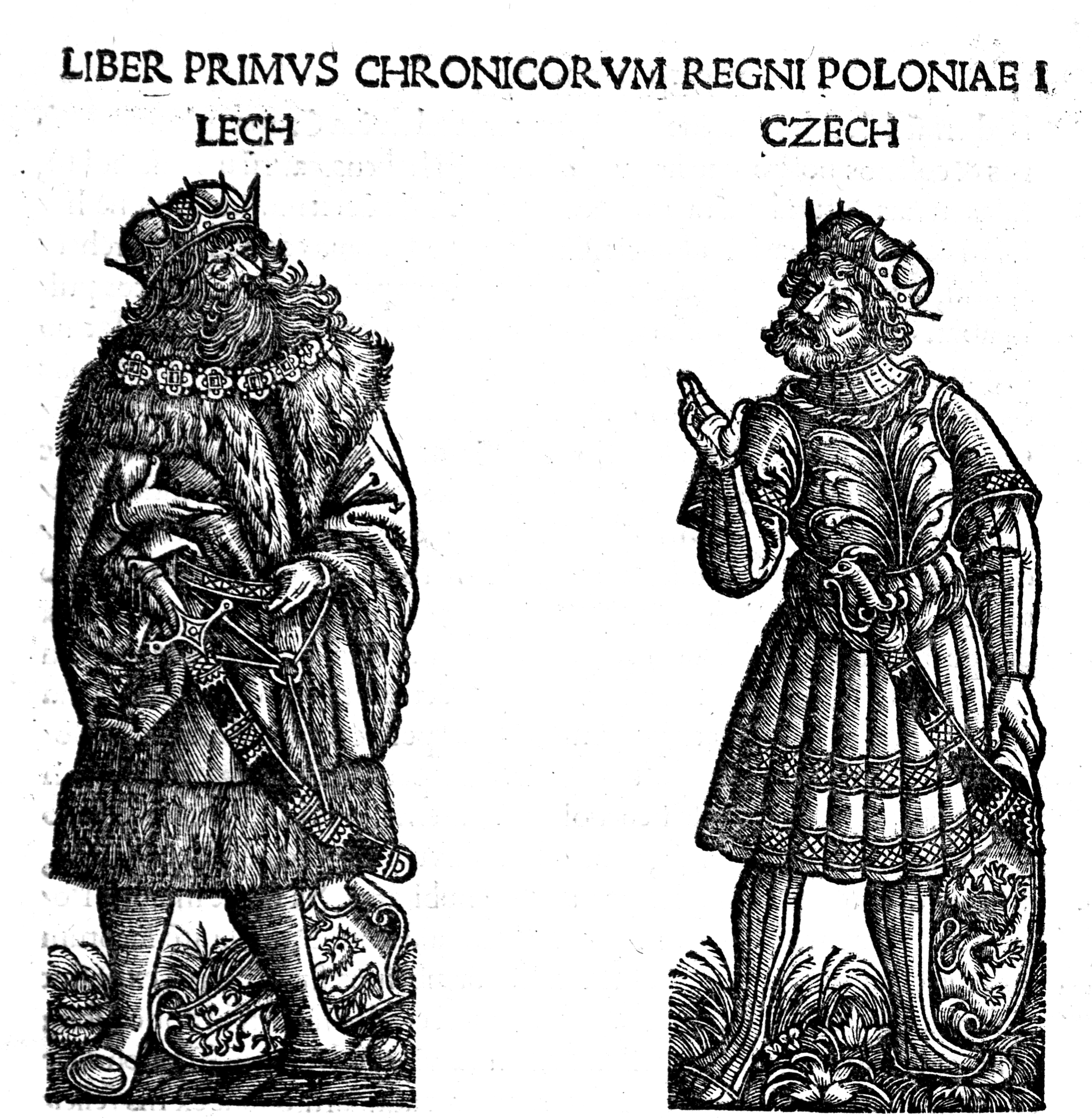
Братья Лех и Чех из Chronica Polonorum, 1519

Праотец Чех (чеш. Praotec Čech, лат. Boemus, Bohemus) — легендарный прародитель чешского народа, основоположник династии князей Пржемысловичей. Первый из легендарных правителей Чехии. Один из трёх братьев (Чех, Лех и Рус).

## Предание
Согласно народным чешским преданиям, праотец Чех привёл свой род и поселил на территории нынешней Чехии, дав ему родину. От рода Чеха и произошёл чешский народ. Легендарный Чех имел двух братьев — Леха, праотца поляков, и Руса, праотца русских. Образ Чеха впервые письменно упоминается в «Чешской хронике» (Chronica Boemorum) Козьмы Пражского, старейшей чешской летописи начала XII столетия. Согласно изложенным в ней сведениям Чех, имя которого в латинизированной форме звучало как Боэмус (Boemus, Bohemus) вёл свой народ в поисках подходящего места, где они могли бы найти себе приют и новую родину. Боэмус обнаружил за горой Ржип неизвестную, никем не населённую страну, прекрасную, как Эдем, и поселился здесь со своим родом.
Как я полагаю, люди расположили свои первые поселения возле горы Ржип, между двумя реками, а именно, между Огржей и Влтавой; здесь они основали свои первые жилища и с радостью стали устанавливать на земле пенаты, которые принесли на своих плечах. Тогда старший, за которым остальные шли как за своим господином, обратился, между прочим, к своим спутникам с такими словами:
О друзья [мои], не раз переносившие со мной тяжелые труды средь необитаемых чащ, остановитесь и принесите жертву, угодную вашим пенатам. С чудодейственной помощью их мы прибыли, наконец, в отечество, предопределенное нам судьбою. Это та, именно та страна, которую я, как помню, часто обещал вам: никому не подвластная, полная зверя и птиц, меда и молока; воздух [в ней], как вы сами  убедитесь, приятный для жительства. Со всех сторон много воды, изобилующей рыбой. Здесь у вас ни в чем не будет недостатка, так как никто не будет вам мешать. Но поскольку в ваших руках будет столь прекрасная и столь большая страна, то подумайте, какое название будет наиболее подходящим для неё. Сопровождающие, словно под воздействием оракула, сказали: 
«Разве сможем мы найти лучшее или более подходящее название, чем [назвать её] по имени, которое ты, о, отец, носишь; и если твое имя Чех, то пусть и страна будет названа Чехией».

Тогда старший, тронутый словами друзей, стал целовать землю, обрадованный тем, что страна названа его именем; встав и протянув обе руки к небу, он сказал: «Здравствуй, страна обетованная, желанная и искомая тысячи раз, лишенная людей со времени потопа. Приюти теперь нас и, памятуя о людях, сохрани нас невредимыми, умножая наше потомство из поколения в поколение».
В память и в благодарность старому Чеху страна была названа Чехией (или по-латински Богемией (Boemia)). Первоначально же слово «чех» (на старочешском языке) означало не определённую национальность, а «человек».
В этом (чешском) варианте легенды участвуют только два брата — Чех и Лех, Чех со своим племенем поселился в окрестности горы Ржип, в то время как Лех ушел на север, где дал начало польскому народу. В других вариантах встречается ещё третий брат — Рус, отправившийся на восток и ставший прародителем русинов.
В последующие времена легенда о Чехе различным образом дополнялась и изменялась. Так, Далимилова хроника (XIV век) сообщает о том, что у Чеха было шесть братьев. Что, якобы он бежал из Хорватии из страха мести за совершённое им там убийство.

## Современное переложение
В вышедших в 1894 году «Старочешских повестях» писателя Алоиса Йирасека излагается легенда о Чехе следующим образом: «Род Чеха пришёл на свою новую родину из-за Татрских гор, из стран, лежащих за Вислой. В те стародавние времена там жил хорватский народ. После того, как среди хорватских родов вспыхнули кровавые войны при дележе земельных угодий, братья Чех и Лех решили уйти вместе со своими родственниками и друзьями на запад, в поисках новой родины. После того, как путешественники переправились через реку Влтава, они обнаружили необжитые земли. Здесь, под горой Ржип, разбивает Чех свой первый лагерь в этой стране. Утром, на следующий день, он поднялся на вершину горы и увидел под собой прекрасную, свободную равнину. На третий день после прибытия Чех созвал своих приближённых („герцогов“) и, посоветовавшись, они решили здесь навсегда остаться. Тогда Чех спросил у „герцогов“, как они желают называть эту страну. Твоим именем — закричали все единодушно. После этого земли новой страны были распаханы, построены крепости и заложены хутора, а „герцоги“ следили за соблюдением обычаев и законов. Приблизительно через 30 лет брат Чеха Лех переселился на северные земли. Чех скончался в почтенном возрасте 86-ти лет и тело его было, согласно традиции, кремировано.»
По польским версиям легенды, записанной в XIV веке, Чех был младшим из трёх братьев. Старшим же был Лех, а средним — Рус.